# Hauptgraben (Erlenbach)
Der Hauptgraben ist der nordwestliche und rechte Quellfluss des Erlenbaches, eines Zuflusses der Anlauter im Gebiet der Gemeinde Bergen im mittelfränkischen Landkreis Weißenburg-Gunzenhausen.

## Verlauf
Der Hauptgraben entspringt auf einer Höhe von 541 m ü. NHN am südwestlichen Rand von Bergen auf einer Hochfläche der Weißenburger Alb, einem Höhenzug der Fränkischen Alb. Er fließt beständig in südöstliche Richtung und nimmt mehrere kleine, unbenannte Bachläufe auf. Der Hauptgraben fließt nach einem Lauf von etwa 2,8 Kilometern auf einer Höhe von 520 m ü. NHN südwestlich von Thalmannsfeld und nahe dem Schloss Syburg mit dem linken Weiherespangraben zum Erlenbach zusammen.